# Endel Taniloo
Endel Eduard Taniloo  (Tartu, Estonia, 5 de enero de 1923-28 de noviembre de 2019), fue un escultor estonio, condecorado con la Orden de la Estrella Blanca en 2002.